# Anne-Marguerite Petit Dunoyer
Anne-Marguerite Petit Dunoyer, född 1663, död 1719, var en fransk journalist. Hon tillhör de mest berömda av Europas första grupp kvinnliga journalister. Hon var särskilt uppmärksammad för sina reportage om från Freden i Utrecht.  
Hon tillhörde en borgerlig kalvinistisk familj, och tvingades lämna Frankrike efter upphävandet av Ediktet i Nantes 1686. Hon bosatte sig då hos en landsflyktig farbror i Nederländerna. Hon återvände senare till Frankrike och konverterade till katolicismen, men fick återigen lämna landet då hon återvände till protestantismen. Under sina resor skrev hon rapporter om de platser hon besökte och sålde dem. Under sin vistelse i Avignon skrev hon till exempel brev om den för kvinnor fria sexualmoralen där.